# Judäo-Arabisch
Das Judäo-Arabische (auch: Jüdisch-Arabisch) bezeichnet mehrere Varietäten der arabischen Sprache, die von in der arabischen Welt lebenden Juden (in Israel heute als Mizrachim bezeichnet) gesprochen wurden oder werden.

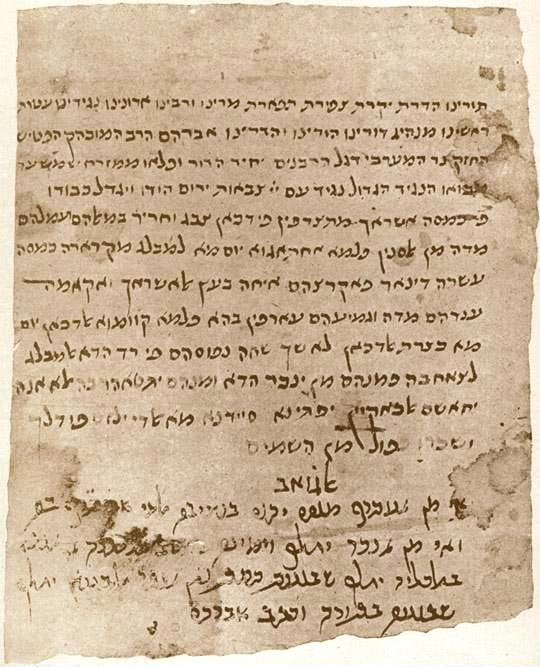
Seite aus dem Geniza der Ben-Esra-Synagoge in Kairo, teilweise auf Judäo-Arabisch. Brief des Abraham, Sohn des Maimonides, Beginn des 13. Jahrhunderts.

Die meisten der zahlreichen philosophischen, religiösen und literarischen Werke der Mizrachim wurden im Mittelalter auf Judäo-Arabisch mit diakritisch geändertem hebräischem Alphabet verfasst; ein bekanntes Beispiel dafür sind die Werke von Maimonides sowie Kusari von Jehuda ha-Levi. Ein bedeutender Fund waren die Schriftstücke in der Geniza der Ben-Esra-Synagoge in Kairo, die von Solomon Schechter 1890 entdeckt wurden. Dieser Fund hat entscheidend zur wissenschaftlichen Erschließung des Judäo-Arabischen und zur Kenntnis der Kultur des Mittelmeerraumes beigetragen.
Nach der Proklamation des Staates Israel flohen die meisten Juden aus ihren arabischen Geburtsländern in den neu gegründeten jüdischen Staat. Als Sprecherzahlen wurden für Israel ca. 475.000 Judäo-Arabisch-Sprecher (Angaben aus dem Jahr 1995) angegeben, sie verwenden jedoch heute oft Hebräisch als Umgangssprache. Von den in der arabischen Welt Verbliebenen leben über 5.000 in Marokko und weniger als 2.000 in Tunesien, in den anderen arabischen Ländern sind es jeweils weniger als 100 Sprecher.